# Филатов, Юрий Николаевич
Ю́рий Никола́евич Фила́тов (род. 30 июля 1948, Каменец-Подольская область) — советский гребец на байдарках, двукратный олимпийский чемпион 1972 и 1976 годов. Заслуженный мастер спорта СССР (1970).

## Биография
Родился в 1948 году в Хмельницкой области, УССР.
В 1951 году семья переехала в г. Дубоссары на строительство Дубоссарской ГЭС, где и прошло детство и юношество: окончил СШ № 2 г. Дубоссары и одновременно занимался спортом на Дубоссарской республиканской гребной базе под руководством заслуженного тренера МССР В. Я. Марченко. Занимал первое и призовые места на чемпионатах МССР, а затем и СССР среди юношей, юниоров и взрослых, в Кубках Днестра, Днепра, СССР, в лично-командных состязаниях сильнейших гребцов Советского Союза.
Далее тренировался и выступал за киевские спортивные обществах «Локомотив» и «Водник».
Своё первое золото выиграл в составе команды СССР на байдарке-четверке (дистанция 1000 метров), подготовленной тренером Вадимом Качуром, на летних Олимпийских играх 1972 года, проходивших в Мюнхене. Вторую золотую медаль Юрий Филатов выиграл на монреальский Олимпиаде также на байдарке-четвёрке.
На чемпионатах мира по гребле на байдарках и каноэ Филатов дважды завоёвывал золото (1970, 1971), дважды был серебряным призёром (1973, 1974).
Член КПСС с 1972 года.